# یواس‌اس بیوکنن (دی‌دی‌جی-۱۴)
یواس‌اس بیوکنن (دی‌دی‌جی-۱۴) (به انگلیسی: USS Buchanan (DDG-14)) یک کشتی بود که طول آن ۴۳۷ فوت (۱۳۳ متر) بود. این کشتی در سال ۱۹۶۰ ساخته شد.